# Liste von Persönlichkeiten der Stadt Grimma
Die Liste von Persönlichkeiten der Stadt Grimma enthält Personen, die in der Geschichte der sächsischen Stadt Grimma im Landkreis Leipzig eine nachhaltige Rolle gespielt haben. Es handelt sich dabei um Persönlichkeiten, die Ehrenbürger der Stadt gewesen, in Grimma und den heutigen Ortsteilen geboren oder gestorben sind oder hier gewirkt haben.
Für die Persönlichkeiten aus den nach Grimma eingemeindeten Ortschaften siehe auch die entsprechenden Ortsartikel.

## Ehrenbürger

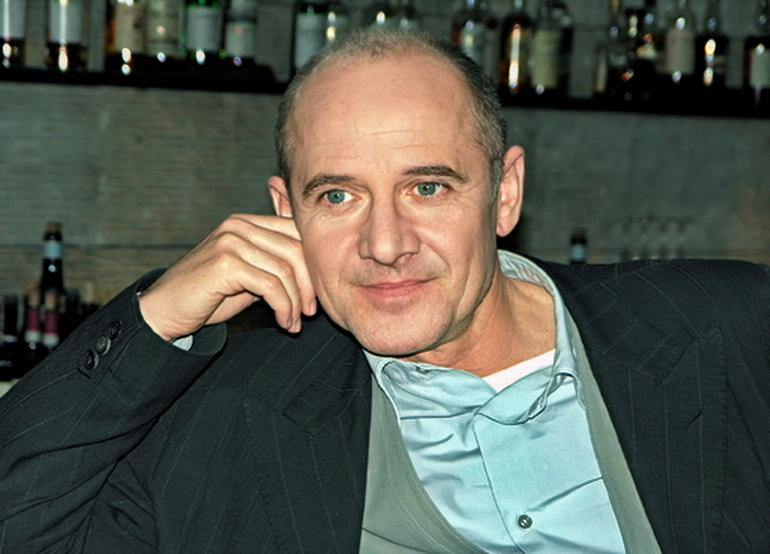
Ulrich Mühe (1953–2007)

- 1873: Christian Gottlob Lorenz (1804–1873), Pädagoge, Historiker und Verfasser der ersten Chronik der Stadt Grimma[1]
- 1895: Fürst Otto von Bismarck (1815–1898), Kanzler des Deutschen Reiches
- 1996: Robert Tournier (1927–2014), Initiator der Städtepartnerschaft Grimma-Bron
- 1997: Hans Pippig (1911–1998), Fotograf und Heimatkundler
- 2000: Kurt Schwabe (1916–2010), ehemaliger Fürstenschüler und 1992–2010 Archivpfleger und Leiter des Archivs der Fürstenschüler-Stiftung[2]
- 2007: Ulrich Mühe (1953–2007), Schauspieler
- 2010: Horst Naumann (1925–2015), Sprachforscher[3][4]

## Söhne und Töchter der Stadt
Geordnet nach Geburtsjahr, Zuordnung zum 19. oder 20. Jahrhundert je nachdem, in welches Jahrhundert der größere Teil ihres Lebens fällt.

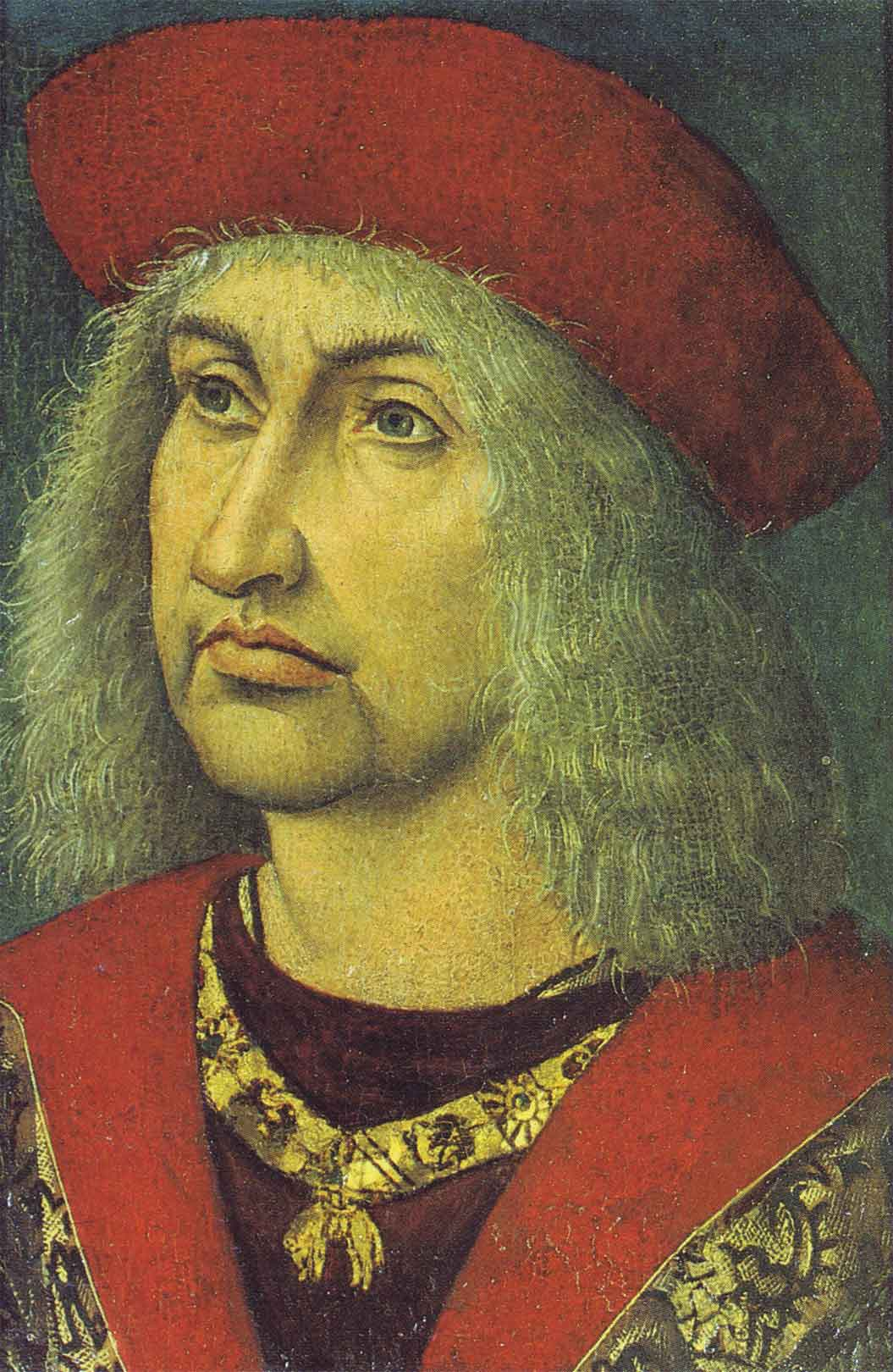
Albrecht der Beherzte

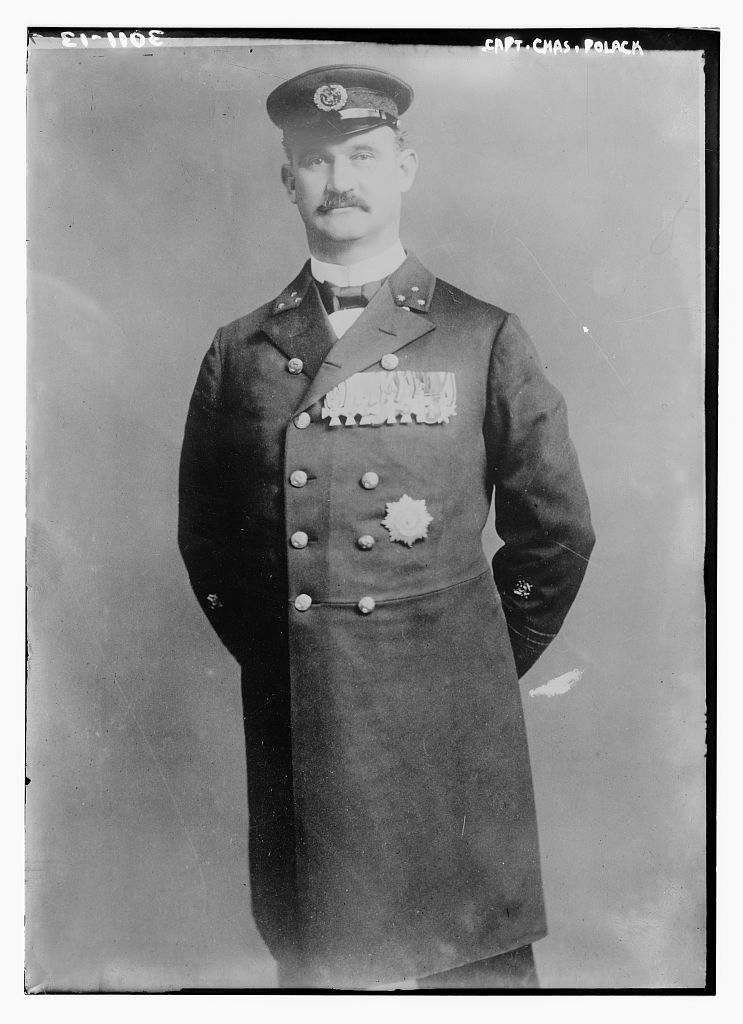
Charles August Polack

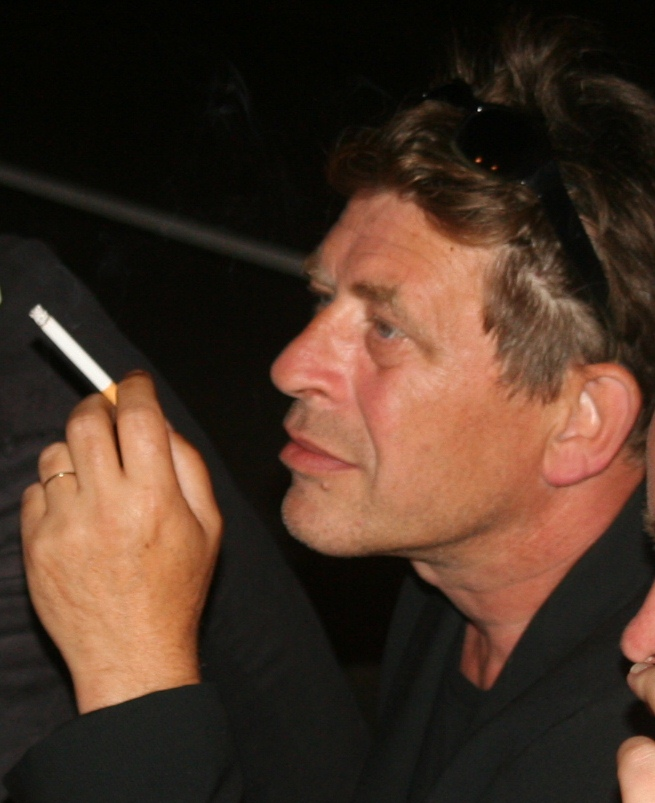
Holger Oley

### Persönlichkeiten der Frühen Neuzeit
- Albrecht der Beherzte (1443–1500), Herzog von Sachsen und Begründer der albertinischen Linie der Wettiner
- Katharina von Sachsen (1468–1524), zweite Gemahlin Erzherzog Siegmunds von Tirol
- Lorenz Peckenstein (1549–nach 1618), sächsischer Historiker
- Adam Theodor Siber (1563–1616), Literaturwissenschaftler, Rhetoriker und Linguist
- Johann Völkel (um 1565–1618), Theologe und führender Vertreter des polnischen Unitarismus
- Johan Lorentz der Ältere (um 1580–1650), Orgelbauer
- Christoph von Houwald (1601–1661), königlich-schwedischer, kursächsischer und kurbrandenburgischer General, zudem Geheimer Kriegsrat und Kammerherr sowie Herr der Standesherrschaft Straupitz
- Jacob Wächtler (1638–1702), lutherischer Theologe
- Johann Winckler (1642–1705), lutherischer Theologe und Hauptpastor der Hamburger St.-Michaelis-Kirche, geboren in Golzern
- Christfried Wächtler (1652–1732), Jurist und Polyhistor
- Christian August Jacobi (1685–nach 1725), Komponist
- Johann Friedrich Ermel (1696–1764), sächsischer Hofarzt
- Christoph Jeremias Rost (1718–1790), Philologe und Pädagoge
- Karl Christian Tittmann (1744–1820), evangelischer Theologe, geboren in Großbardau
- Christian August Münckner (1788–1864), evangelischer Theologe

### Persönlichkeiten des 19. Jahrhunderts
- Carl Traugott Queisser (1800–1846), Posaunist und Violinist und Mitglied des Gewandhausorchesters unter Felix Mendelssohn Bartholdy, geboren in Döben
- Johann Gottlob Hanschmann (1804–1858), Pädagoge und Lehrer, geboren in Kleinbothen
- Johann Georg Theodor Grässe (1814–1885), Philologe, Historiker
- Johann Gustav Schweikert (1816–1903), Mediziner und Homöopath
- August Ferdinand Severin (1818–1892), Obergärtner in den botanischen Gärten St. Petersburg und Bern
- Friedrich Strampfer (1823–1890), österreichischer Theaterschauspieler, -regisseur und -leiter
- Johannes Emil Kuntze (1824–1894), Jurist und Hochschullehrer
- Friedrich Strampfer (1823–1890), österreichischer Schauspieler und Theaterdirektor
- Oskar Theodor Kuntze (1827–1911), deutscher Jurist und Politiker, MdL
- Gustav Scharfe (1835–1892), Opernsänger und Gesangspädagoge
- Ernst Otto Schlick (1840–1913), Schiffbauingenieur
- Friedrich Martin Schubart (1840–1899), evangelischer Theologe, Pädagoge und Kunstsammler, geboren in Hohnstädt
- Hugo Käseberg (1847–1893), Grafiker und Unternehmer
- Friedrich Winfried Schubart (1847–1918), evangelischer Generalsuperintendent, Glockenkundler und Heimatforscher, geboren in Hohnstädt
- Georg Langbein (1849–1909), Chemiker und Galvanotechniker
- Georg Elias Müller (1850–1934), Psychologe
- Gustav Löwe (1852–1883), Klassischer Philologe und Bibliothekar
- Maximilian Senfft von Pilsach (1854–1931), königlich-sächsischer Generalmajor, von 1914 bis 1918 Mitglied der I. Kammer des Sächsischen Landtags
- Ferdinand Max Georgi (1854–1940), Bergbaupionier
- Charles August Polack (1860–1934), Nautiker und Kapitän des Norddeutschen Lloyd
- Oscar Günther (1861–1945), Politiker im Kaiserreich und der Weimarer Republik
- Konrad Immanuel Böhringer (1863–1940), Porträtmaler
- Curt Grottewitz (1866–1905), Schriftsteller und Begründer der Arbeiter-Wanderbewegung
- Carl Jäger (1868–1961), Architekt, der vor allem in München tätig war
- Maria Elisabeth Pembaur (1869–1937), Pianistin
- Otto Clemen (1871–1946), evangelischer Theologe, Pädagoge, Historiker und Bibliothekar
- Ewald Weber (1876–1944), Veterinärmediziner, geboren in Naundorf
- Lili Marberg (1876–1962), deutsch-österreichische Schauspielerin
- Hermann Stephani (1877–1960), Musikwissenschaftler und Hochschullehrer an der Philipps-Universität Marburg
- Rudolf Däbritz (1880–1945), Klassischer Philologe und Gymnasialdirektor
- Hans Poeschel (1881–1960), Verwaltungsjurist und Oberbürgermeister von Mönchengladbach
- Walther Däbritz (1881–1963), Wirtschaftswissenschaftler
- Constantin Bock von Wülfingen (1885–1954), Verwaltungsjurist, Politiker und NSDAP-Mitglied
- Georg Fraustadt (1885–1968), Philologe und von 1924 bis 1938 der 28. Rektor der Landesschule Grimma
- Erich Waschneck (1887–1970), Regisseur, Drehbuchautor und Filmproduzent
- Friedrich Florey (1892–1965), Politiker (LDP), war Mitglied des Deutschen Volksrates sowie des Thüringer Landtages in der Sowjetischen Besatzungszone
- Walter Timmling (1897–1948), Maler

### Persönlichkeiten des 20. Jahrhunderts
- Erich Burck (1901–1994), Altphilologe
- Willy Hörning (1902–1976), Lehrer, Heimatforscher und Heimatdichter
- Kurt Sperling (1903–1992), Film- und Theaterschauspieler
- Thassilo von der Decken (1911–1995), Jurist, war von 1956 bis 1977 Oberkreisdirektor des Landkreises Stade sowie Vorsitzender der Concordia-Versicherung
- Georg Schindler (1912–2005), Gebrauchsgrafiker
- Siegfried Grosse (1924–2016), Germanist und Hochschullehrer
- Wolfgang Steglich (1927–2004), Historiker
- Diethard Hellmann (1928–1999), Kirchenmusiker und Hochschullehrer
- Manfred Schindler (1935–2016), Designer
- Astrid Dannegger (* 1940), Keramikerin
- Ekkehard Göpelt (1945–2016), Sänger und Moderator
- Verena Reichel (1945–2022), literarische Übersetzerin
- Ulrich Mühe (1953–2007), Schauspieler und Regisseur
- Rainer Kößling (* 1936), Altphilologe, Germanist und Übersetzer
- Harald Quietzsch (* 1936), Prähistoriker und Museumsleiter
- Rudolf Priemer (1938–2022), Heimat- und Regionalforscher, geboren in Döben
- Albrecht Horn (1940–2022), Diplomat und Wirtschaftswissenschaftler, er verfasste zahlreiche Fachveröffentlichungen
- Gernot Busch (* 1943), Wirtschaftsingenieur
- Peter Winterhoff-Spurk (* 1945), Psychologe, Autor und Verleger
- Gerhard Gey (* 1950), sächsischer Kommunalpolitiker, Landrat
- Karl-Heinz Gerstenberg (* 1951), Parlamentarischer Geschäftsführer der Fraktion Bündnis 90/Die Grünen im Sächsischen Landtag
- Manfred Gey (* 1952), Chemiker
- Carmen Blazejewski (* 1954), Filmschaffende und Schriftstellerin
- Johannes Reiche (* 1955), Komponist, Klarinettist, Dirigent und Pädagoge
- Carmen Nebel (* 1956), Fernsehmoderatorin
- Olaf Beyer (* 1957), Leichtathlet (800-Meter-Lauf, 1500-Meter-Lauf)
- Holger „Makarios“ Oley (* 1959), Sänger
- Uwe Schirmer (* 1962), Historiker
- Hermann Winkler (* 1963), ehemaliger sächsischer Staatsminister (CDU)
- Matthias Lindner (* 1965), Fußballspieler
- Torsten Kracht (* 1967), Fußballspieler
- Jochen Kupfer (* 1969), Opernsänger (Bariton)
- Marion Frant (* 1970), Politikerin (CDU)
- Simone Thust (* 1971), Leichtathletin
- Gee Vero (* 1971), Künstlerin und Autorin
- Stefan Gerber (* 1975), Historiker
- Marina Schuck (* 1981), Kanutin
- Tobias Burdukat (* 1983), Jugendpädagoge, Ratsmitglied (BfG), Jugend-Projekt Dorf der Jugend[5], Goldene Henne 2016[6][7][8][9]
- Doreen Voigt (* 1984), Sozialpädagogin und Politikerin
- René Rogge (* 1985), Künstler, der als Illustrator, Cartoonist und Grafik-Designer arbeitet
- Ronny Garbuschewski (* 1986), Fußballspieler
- Alexander Sather (* 1986), Fußballschiedsrichter
- Maria Kiedrowski (* 1988), Handballspielerin
- Tony Hohlfeld (* 1989), Koch mit Michelinsternen ausgezeichnet und Kochbuch-Autor
- Sandra Seyfferth (* 1992), Volleyball- und Beachvolleyballspielerin
- Adriano Schmidt (* 1994), deutsch-vietnamesischer Fußballer

### Persönlichkeiten des 21. Jahrhunderts
- Moritz Schulze (* 2001), Fußballspieler

## Persönlichkeiten, die mit der Stadt in Verbindung standen oder stehen

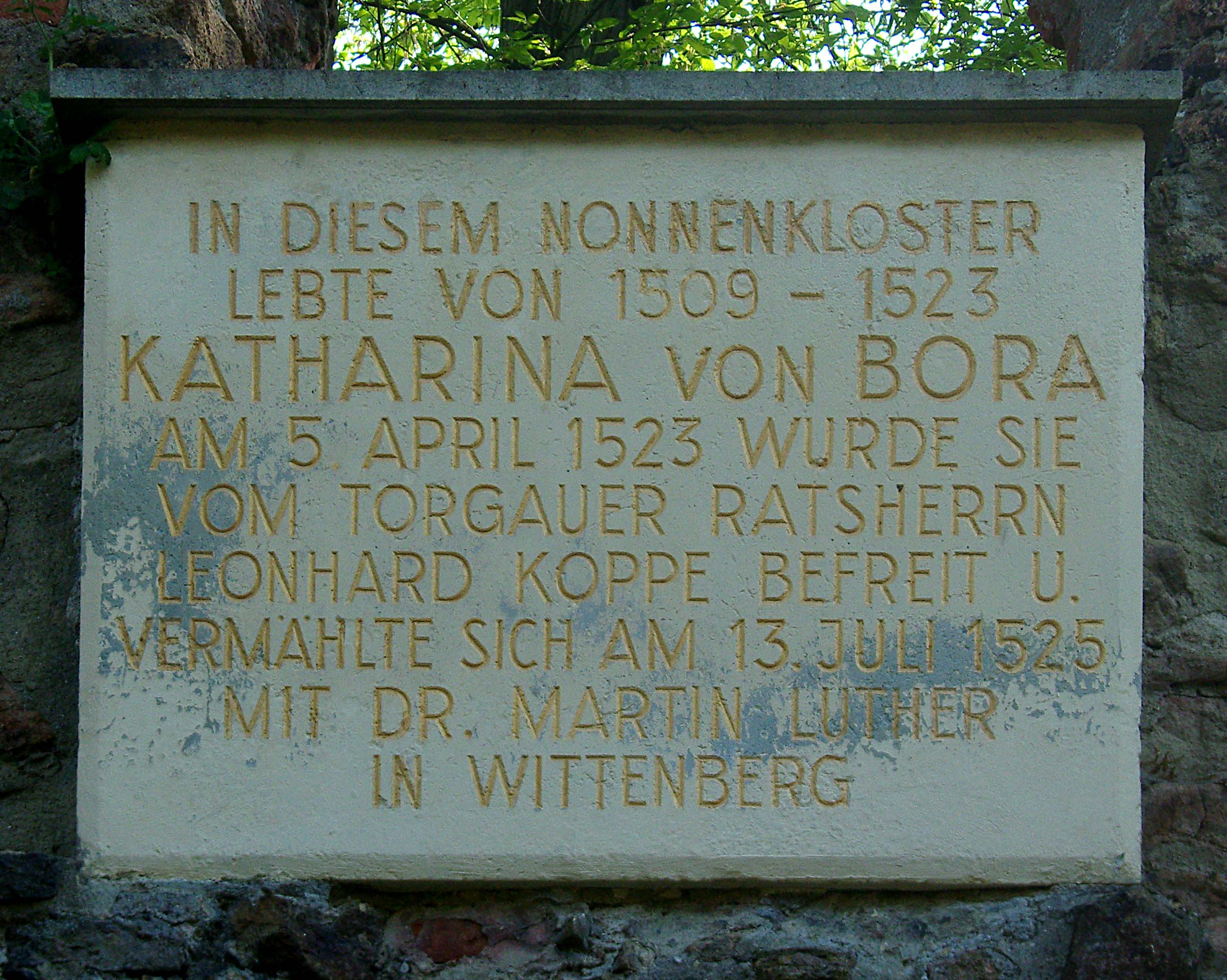
Gedenktafel an die Befreiung von Katharina von Bora im Kloster Nimbschen

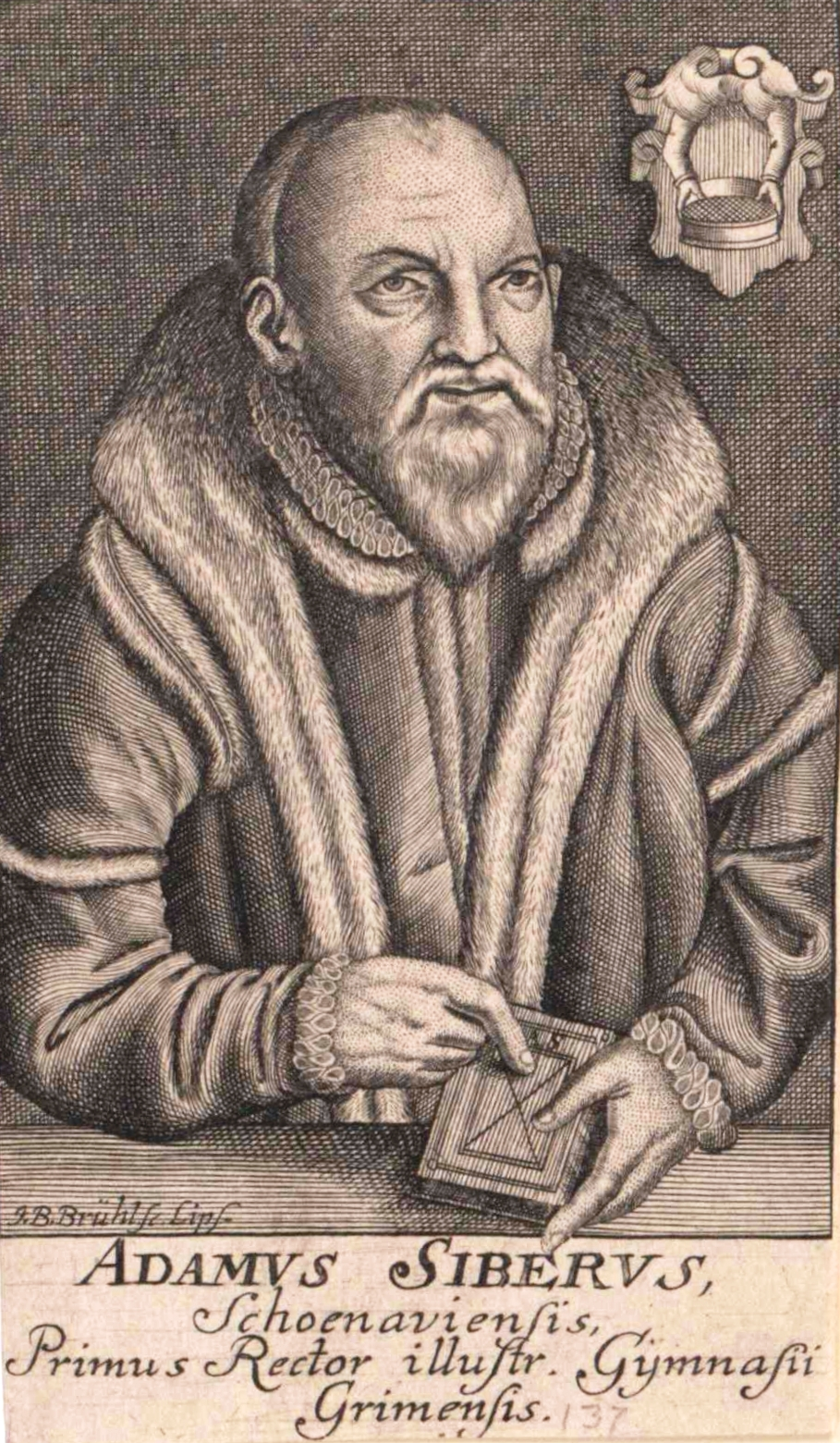
Adam Siber

- Wilhelm I., der Einäugige (1343–1407), Markgraf von Meißen, starb in Grimma
- Magdalena von Staupitz (um 1485–1548), Nonne und Schulleiterin der ersten Elementarschule für Mädchen in Grimma
- Katharina von Bora (1499–1552), Ehefrau von Martin Luther
- Adam Siber (1516–1584), Humanist und Pädagoge, Gründungsrektor des Gymnasiums
- Balthasar Sartorius (1534–1609), lutherischer Theologe und Superintendent von Grimma
- Martin Hayneccius (1544–1611), Gelehrter, Pädagoge und neulateinischer Dichter des 16. Jahrhunderts, war ab 1588 Rektor der kurfürstlichen Landesschule in Grimma
- Johann Weber († um 1613), Pädagoge, war der vierte Rektor der kurfürstlichen Landesschule St. Augustin in Grimma
- Johann Merck (1577–1658), Pädagoge, war zweimal Rektor der Fürstenschule Grimma mit insgesamt mehr als 31 Dienstjahren
- Paul Helmreich (1579–1631), Theologe und Superintendent von Grimma
- Sigismund Badehorn (1585–1626), lutherischer Theologe, Pfarrer und Superintendent von Grimma
- Christoph Schlegel (1613–1678), lutherischer Theologe, Pfarrer und Superintendent von Grimma
- Paul Gerhardt (1607–1676), bedeutender Kirchenlieddichter
- Andreas Kunad (1602–1662), Pädagoge und lutherischer Theologe, war Superintendent in Grimma
- Samuel von Pufendorf (1632–1694), war von 1645 bis 1650 Schüler der Grimmaer Fürstenschule St. Augustin
- Johann Friedrich Mayer (1650–1712) war Superintendent in Grimma
- Samuel Jacobi (1652–1721), Komponist und Kantor der Fürstenschule Grimma (1680–1721)
- Georg Ermel (1659–1745), Pädagoge und Philologe, war 26 Jahre lang Rektor der sächsischen Fürstenschule Grimma
- Heinrich August Schumacher (1683–1760), Historiker und Pädagoge, war 18 Jahre lang Rektor der Fürstenschule Grimma
- Johann Tobias Krebs (1718–1782), Philologe und Pädagoge, war 19 Jahre lang Rektor der Fürstenschule Grimma
- Friedrich Immanuel Schwarz (1728–1786), lutherischer Theologe und Pädagoge, war Rektor der Fürstenschule Grimma
- Johann Heinrich Mücke (1735–1799), Pädagoge, Philologe und Rektor der Fürstenschule Grimma
- Karl Ludwig Nitzsch (1751–1831), Theologe
- Georg Joachim Göschen (1752–1828), Verlagsbuchhändler der Goethe-Zeit, in Grimma verstorben
- Friedrich Wilhelm Sturz (1762–1832), Klassischer Philologe und Lehrer, war 20 Jahre lang Rektor der Fürstenschule Grimma
- Johann Gottfried Seume (1763–1810), Dichter; dieser trat 1801 von Grimma aus seinen Spaziergang nach Syrakus an
- Jonathan August Weichert (1788–1844), Altphilologe und Pädagoge, 20 Jahre Rektor der Fürstenschule Grimma
- Niclas Matthias Petersen (1798–1881), Gymnasiallehrer und Kantor in Grimma
- Eduard Wunder (1800–1869), deutscher Philologe und langjähriger Rektor der Fürstenschule Grimma
- Christian Gottlob Lorenz (1804–1873), Verfasser der Stadtchronik, Professor und Stellvertreter des Rektors an der Fürstenschule Grimma
- Johann August Köhler (1805–1886), Pfarrer und Pädagoge
- Ida Frick (1808–1893), Schriftstellerin, verbrachte ihren Lebensabend in Grimma und starb dort
- Louis Plaidy (1810–1874), Pianist, Klavierpädagoge und Komponist
- Julius Lasse (1819–1898), Politiker (Nationalliberale Partei), starb in Grimma
- Karl Schnelle (1831–1890), Altphilologe und Gymnasiallehrer
- Hugo Nauck (1837–1894), Architekt, Landbaumeister und Oberbaurat in Sachsen, schuf die Baupläne für das heutige Gymnasium St. Augustin, das zusammen mit der Klosterkirche Grimma zu den Wahrzeichen der Muldestadt zählt
- Christian August Julius Clemen (1838–1920), evangelischer Theologe, Oberlehrer an der Fürsten- und Landesschule in Grimma und Oberkirchenrat
- Kurt Bernhardi (1847–1892), Pädagoge, Rektor der Fürstenschule Grimma
- Kurt Schwabe (1916–2010), Archivpfleger und Regionalforscher, starb in Grimma
- Günter Ketelhut (1926–2019), Maler und Grafiker, lebte seit 1967 in Bahren